# Christopher (rivière)
Pour les articles homonymes, voir Christopher.
La rivière Christopher  est un cours d’eau de la région de Tasman dans l’Île du Sud de la Nouvelle-Zélande. 

## Géographie
Elle coule juste en dehors et immédiatement au sud du Parc national des lacs Nelson. Elle s’écoule vers le sud sur 5 km avant de rejoindre la rivière Ada, un affluent supérieur de la rivière Waiau.